# 디그 더그
《디그 더그》(ディグダグ, Dig Dug)는 남코(이후 반다이 남코 엔터테인먼트)에서 1982년 3월에 발매한 아케이드 게임. 캐치카피는 "전략적 굴파기 게임" 1985년 패미콤판 등 많은 이식작품도 등장했다. 오락실에서 인기가 좋았으며 그 때문에 지그 재그나 티크 터크 등 불법복제판이 나타났고 기소를 한 사례도 있다.
속편으로는 1985년 아케이드 게임 《디그 더그 2》, 2005년 9월 8일에는 닌텐도 DS용 《디그 더그 디깅 스트라이크》가 발매되었다. 또 본작의 어레인지판도 발매되어 1996년 가동한 아케이드 게임 《남코 클래식 컬렉션 Vol.2》, 2005년 2월 24일 발매한 PSP판 《남코 박물관 Vol.1》, 2009년 5월 발매한 iphone/ipod touch판 디그 더그 리믹스 등이 있다.

## 개요
종형고정화면 게임으로 4방향레버와 1개의 버튼을 사용한다. 레버를 조작하여 주인공 디그 더그를 조작 앞에 땅이 있으면 파면서 전진한다. 땅 속이라는 설정은 있지만 바위를 제외하면 캐릭터에겐 중력의 개념이 존재하지 않아서 지상에서 수직으로 파인 세로상의 굴도 무리없이 올라갈 수 있다.
버튼은 작살을 쏘는데 사용한다. 적은 작살에 맞으면 부풀어올라 버튼을 누를 때마다 점점 크게 부풀어오른다. 그대로 방치하면 조금씩 공기가 빠져 원래대로 돌아온다. 연속하여 여러번 부풀리면 적을 파열시켜 물리칠 수 있고 깊은 곳일 수록 고득점이다. 부풀어오른 적은 움직이지 않으며 이 상태에서 디그 더그가 지나가도 미스가 되지 않는다. 또 버튼을 계속 누르면 부푸는 속도는 비교적 느리지만 진행방향을 넣으면서 연타하면 빠르게 터트려 죽일 수 있어서 특히 두 마리이상에게 동시에 쫓기고 있을 때 필요한 테크닉이다. 또 이 테크닉은 속편에서도 계속 사용가능하다.
시간이 지나면 효과음과 함께 적의 스피드가 빨라진다. 적이 한 마리만 남으면 철수를 하려한다. 이것을 굴을 파는 것만으로도 점수를 얻을 수 있기 때문에 적을 한마리만 남겨서 굴파기로 득점을 방지하기 위한 조치이다. 화면 상의 적을 모두 없에던지 적이 철수하면 스테이지가 클리어된다. 아케이드판에선 255탄을 클리어하면 다음 탄에서 바로 몬스터에 닿은 상태로 시작되기 때문에 라운드 시작과 동시에 미스가 된다.
몫이 없어질 때까지 게임오버를 기다려야하며 그 후 컨티뉴하면 1탄부터 시작한다.

## 캐릭터
- 디그 더그

주인공.(플레이어 캐릭터) 버튼을 누르면 바라보는 방향으로 작살을 쏜다. 적에게 작살을 박고 버튼을 눌러 펌프질하여 파열시켜서 물리칠 수 있다. 적에게 닿거나 불에 타거나 바위에 깔리면 미스. 눈모양상태의 적에게 닿아도 미스가 되는데 패미콤판(GBA, Wii의 버추얼콘솔 포함)은 예외로 접촉해도 미스가 되지 않는다.
이후 나오는 미스터 드릴러 시리즈에 등장하는 주인공(호리 스스무)의 아버지로 이름은 "호리 타이조"라는 설정이 더해졌다.
- 푸카(Pooka)

고글 모양의 물안경을 쓴 풍선 몬스터. 기본적으로는 파인 부분을 돌아다니는데 가끔씩 눈모양으로 변화하여 땅 속을 통과하여 직접 주인공에게 다가온다. 또 눈변화상태에서의 이동력은 현저히 떨어진다.
- 파이가 (Fygar)

등지느러미가 빛나고 바라보는 방향으로 불을 쏘는 녹색 괴수. 모델은 고질라. 화염은 얇은 흙벽을 빠져나오며 주인공에이 닿으면 미스가 된다. 푸카와 마찬가지로 눈모양으로 변화하여 땅 속을 통과하여 주인공을 향해서 온다. 화염방사 후에도 흙벽은 남는다. 화염의 사정거리가 주인공의 작살보다 길기 때문에 옆에서 접근하면 작살이 닿지 않는 거리에서 화염을 맞을 위험이 크다. 대신 옆에서 파열시키면 통상 득점의 배로 점수가 들어간다.

## 장치와 아이템
- 바위

바위의 바로 밑을 파서 주인공이 위 이외의 방향을 향한 일정시간 후에 낙하한다. 착지할 때까지 낙하를 계속하며 그 때 밑에 있던 적이나 주인공을 전부 깔아뭉게버린다. 적을 끌어들여 바위의 밑 방향으로 세로굴을 파서 타이밍을 맞춰서 바위를 떨구는 것이 기본적인 전략이다. 적을 한번에 모아 처치하면 고득점이다. 주인공이 깔리면 미스가 된다. 낙하 후엔 깨져서 화면에서 사라진다.
- 배지터블 타겟

바위를 2개 낙하시키면 주인공의 스타팅 포인트에 출현한다. 또 아케이드판은 적에게 잡힌 직후 1개째의 바위는 카운트되지 않는다. 전부 11종류 존재한다. 배지터블(채소)타켓이라는 이름이지만 채소와 관계없는 타겟도 나온다.
라운드가 진행될 수록 고득점이되며 점수를 따려는 플레이어에겐 중요한 아이템이 된다.
- 꽃

현재의 스테이지 수를 표시한다. 10탄마다 커다란 꽃이 핀다. 커다란 꽃은 빨강과 노랑 2종류가 있으며 라운드 수가 많아지면 꽃이 늘어나지 않게 된다. 아케이드판에선 68탄에서 표시 수가 최고가 된다.

## 버그
아케이드판 초기에 돈 버그는 이하와 같다.
- 적을 펌프로 파열시켜 파열된 그래픽이 나올 때 바위를 떨궈서 깔아뭉겐다. 이 바위떨구기로 적을 전멸시킨 경우, 또는 이 바위떨구기 후에 다른 적이 남아있는 경우는 남은 적을 펌프로 파열시키지 않고 죽이거나 또는 적이 도망가 화면 상에서 존재하지 않게 되면 라운드가 끝나지 않고 다음 라운드로 갈 수 없게 된다.

이렇게 되면 배지터블 타켓을 먹던지 바위로 자살하던지 말고는 라운드를 끝낼 수 없게 된다.
개선된 것은 파열상태에서 바위를 떨궈도 깔리지 않게 되어있다.
플레이스테이션판 《남코 박물관 Vol.3》에서도 마찬가지인데 배지터블 타켓을 먹어도 끝나지 않으며 자살하는 수밖에 없다.
- 배지터블 타켓을 먹음과 동시에 적을 파열시켜 죽이면 타켓의 점수가 2배로 들어간다.

## 이식판
- MZ-1500판
- X1판
- FM-7판
- FM77AV판
- PC-8001판
- PC-8001mkIISR판
- PC-8801판
- PC-8801mkIISR판
- PC-6001mkII판
- 패미콤판
- MSX판
- X68000판
- LSI게임판
- 게임보이판
- 플레이스테이션1, 2, 3판
- GBA판
- PSP판
- Wii판
- Xbox 360판
- iPhone / iPod touch판

## 평가
| 평가 |                        |
| --- | ---------------------- |
| 평론 점수 평론사 점수 올게임 (ARC) [ 2 ] 유로게이머 8/10 (ARC) [ 3 ] 6/10 (XBLA) [ 4 ] 게임스팟 6/10 (XBLA) [ 5 ] IGN 7/10 (XBLA) [ 6 ] Electronic Fun with Computers & Games (A8B) [ 7 ] |                        |
| 평론 점수 |                        |
| 평론사 | 점수                   |
| 올게임 | (ARC)                  |
| 유로게이머 | 8/10 (ARC) 6/10 (XBLA) |
| 게임스팟 | 6/10 (XBLA)            |
| IGN | 7/10 (XBLA)            |
| Electronic Fun with Computers & Games | (A8B)                  |

## 참고자료
- 버추얼 콘솔 디그 더그(FC판)
- 버추얼 콘솔 아케이드 디그 더그